# 劉士幹
劉士幹（？—792年6月23日），唐朝官员。
他是劉玄佐的养子，之前为太府少卿。乐士朝也是刘玄佐的养子，冒刘姓，与劉士幹有过节。刘玄佐去世，有人说为刘士朝所鸩杀。劉士幹知到后，劉士幹与劉士朝都到了京师，派遣奴仆持刀去吊丧，对劉士朝说：“有吊客来了。”于是将刘士朝诱杀。唐德宗厌恶劉士幹专横，于是在贞元八年五月廿九（792年6月23日）赐死劉士幹。